# Euchaeta media
Euchaeta media är en kräftdjursart som beskrevs av Giesbrecht 1888. Euchaeta media ingår i släktet Euchaeta och familjen Euchaetidae. Inga underarter finns listade i Catalogue of Life.